# Салтыковский пруд
Салтыковский пруд (Болотце, Блюдце, Безымянный) — естественный водоём, образовывавшийся в овраге, наполнявшийся водой из протекающих рядом Банной канавы и Никольской канавы (приток Чечёры), подземных вод и осадков, расширенный и углублённый в XX и XXI веке.
Расположен в районе Новокосино у дома 31 на улице Салтыковская в Салтыковском лесопарке. В 2014 проводился опрос среди жителей, связанный с состоянием водоёма и тем, как жители представляют себе благоустройство его территории.
Планировалось провести работу по благоустройству в 2020 году, но она была отложена из-за вспышки COVID-19. До 2021 года в пруду водилась рыба. В мае 2021 года начали работы по благоустройству, пруд был осушен, подвергся чистке, расширению и углублению.

## История
Маленький, но глубокий пруд, образовавшийся естественным образом благодаря Никольской канаве и Банной канаве, осадкам и подземным водам. В конце 90-х на пруду появился экскаватор и пруд расширили и углубили, после чего из него ушла вода. Водоём сильно обмельчал и зарос травой.
В 2014 территория вокруг пруда представляла собой неухоженную зону, в связи с чем проводился опрос среди жителей района Новокосино о планах реконструкции зоны. Работы по благоустройству планировалось начать в 2015.
В 2020 году рядом с прудом ещё проводились захоронения домашних животных, что вызвало недовольство ряда местных жителей и администрации района. Планировалось начать реконструкцию водоёма в том же году, однако этому помешала вспышка COVID-19. По задумке авторов проекта пруд должен был стать центральным объектом зоны отдыха. Поэтому будут построены тихие зоны отдыха с лавочками и цветниками на Мирском проезде, а вдоль Салтыковской улицы прокладывают велосипедные дорожки. Зона отдыха разделена Мирским проездом на Южную и Северную.
В мае 2021 года начались работы по благоустройству пруда. Пруд осушили, далее с помощью экскаваторов углубили и расширили. Был построен павильон с пунктом проката спортивного инвентаря, установлено ограждение, местами поваленное, туалет и развешены плакаты с изображением зоны отдыха в парке. Контроль за водоёмом осуществляют специалисты Мосводостока.
В октябре 2021 года завершились работы по благоустройству пруда и прилегающей территории. Была создана дренажная система и 60 колодцев для снабжения водоёма, вокруг пруда построили деревянные помосты, где можно отдохнуть на удобных лавочках.

## Галерея

Площадка для отдыха
Помост
Ступени к воде
Пешеходная дорожка
Вид на помост и набережную
Прогулка на пони по набережной
Площадка для отдыха
Вид на акваторию
Московский спорт здание проката спортивного инвентаря
Работа двух экскаваторов по углублению пруда
Работа экскаватора по углублению водоёма
Склон и дно водоёма
Работа экскаватора